# Base de Mantinea

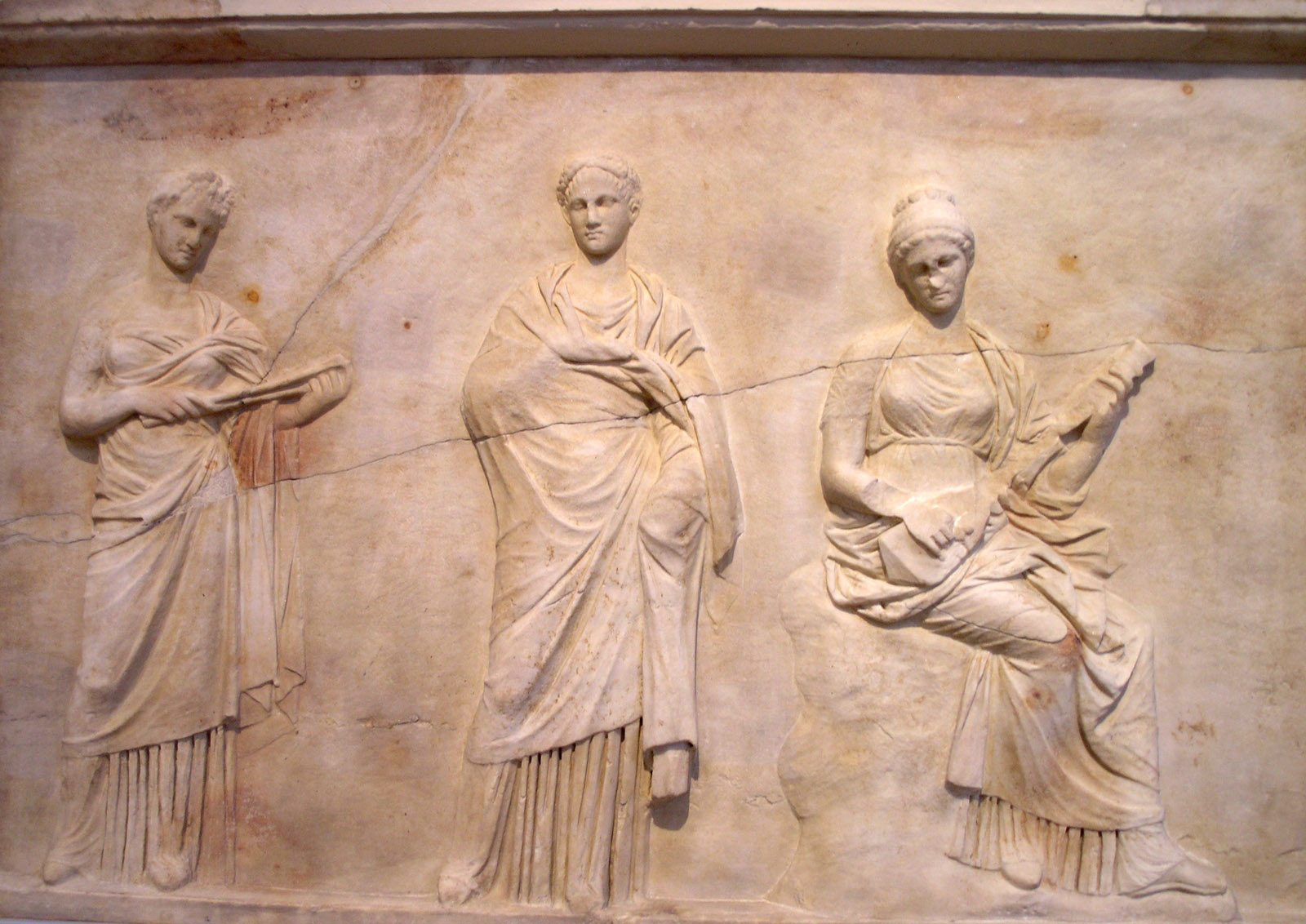
Placa que representa tres de les nou muses, subjectant instruments musicals i rotllos de pergamí (MNA 215)

La base de Mantinea és un conjunt de tres plaques esculpides en baix relleu, descobertes el 1887 en l'emplaçament de l'antiga ciutat grega de Mantinea, a Arcàdia. Probablement constituïen la decoració de la base d'una estàtua. La primera en representa Apol·lo, Màrsies i un silé, i les altres dues un grup de tres muses. S'atribueixen a l'escultor Praxíteles o a algun artista del seu taller. Actualment es conserven al Museu Arqueològic Nacional d'Atenes.

## Descripció
L'11 d'agost de 1887, durant unes excavacions realitzades a Mantinea per l'Escola Francesa d'Atenes, l'arqueòleg Gustave Fougères descobrí tres plaques que havien estat reutilitzades en el paviment d'una església romana d'Orient. La part superior estava desgastada pel pas dels fidels, però el costat col·locat contra el terreny conservava encara una decoració escultòrica en bon estat. Van ser enviades al Museu Arqueològic Nacional d'Atenes, on les restauraren.

### Característiques generals
Les plaques estan realitzades amb marbre blanc, inicialment identificat com a marbre de Doliana, prop de Tegea, i actualment reconegut com a marbre pentèlic. Les tres planxes són de dimensions molt semblants: el plafó MNA 216 fa 1,35 metres d'ample per 0,96 metres d'alt, i els plafons MNA 215 i 217 tenen 1,36 metres d'amplària per 0,96 i 0,98 metres d'alçada respectivament. Les espessors varien entre els 8 i els 12 centímetres. Les tres plaques presenten la mateixa decoració: a la zona superior, una motllura arredonida equí coronada per una banda plana i, en la part inferior, una motllura còncava i una banda plana. Cada plafó presenta tres forats de segellat fets al mateix lloc. Aquests trets similars permeten deduir que pertanyien al mateix monument.
En cada placa es representa tres figures que destaquen sobre un fons llis. Són simplement juxtaposades, sense crear una veritable composició.

### Apol·lo i Màrsies (MNA 216)

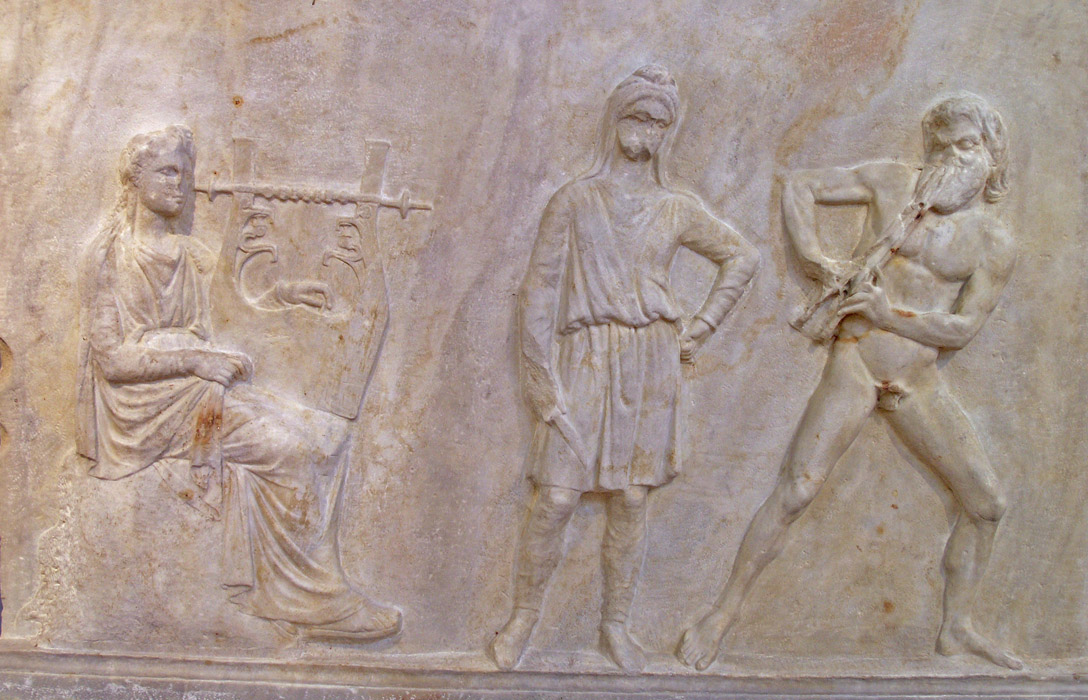
D'esquerra a dreta: Apol·lo, un servent i Màrsies (MNA 216)

La figura de l'esquerra representa el déu Apol·lo assegut, amb els cabells llargs, vestit amb un quitó i un himatió i sostenint amb la mà esquerra una cítara que descansa sobre el seu genoll esquerre. Amb la mà dreta recull un faldó de l'himatió. A la dreta apareix el sàtir Màrsies amb barba, la cama esquerra doblegada i la dreta estesa, tocant l'aulos o doble flauta. Enmig, un home dempeus i també amb barba, cobert amb una espècie de barret frigi i vestit amb un quitó i amb un anaxiride o pantalons orientals, sosté un ganivet a la mà. Basant-se en la identificació dels dos primers personatges, es reconeix el tercer com el servent que va escorxar Màrsies al final del concurs musical en què s'enfrontà a Apol·lo i que finalment va perdre el sàtir.

### Les Muses (MNA 215 i 217)

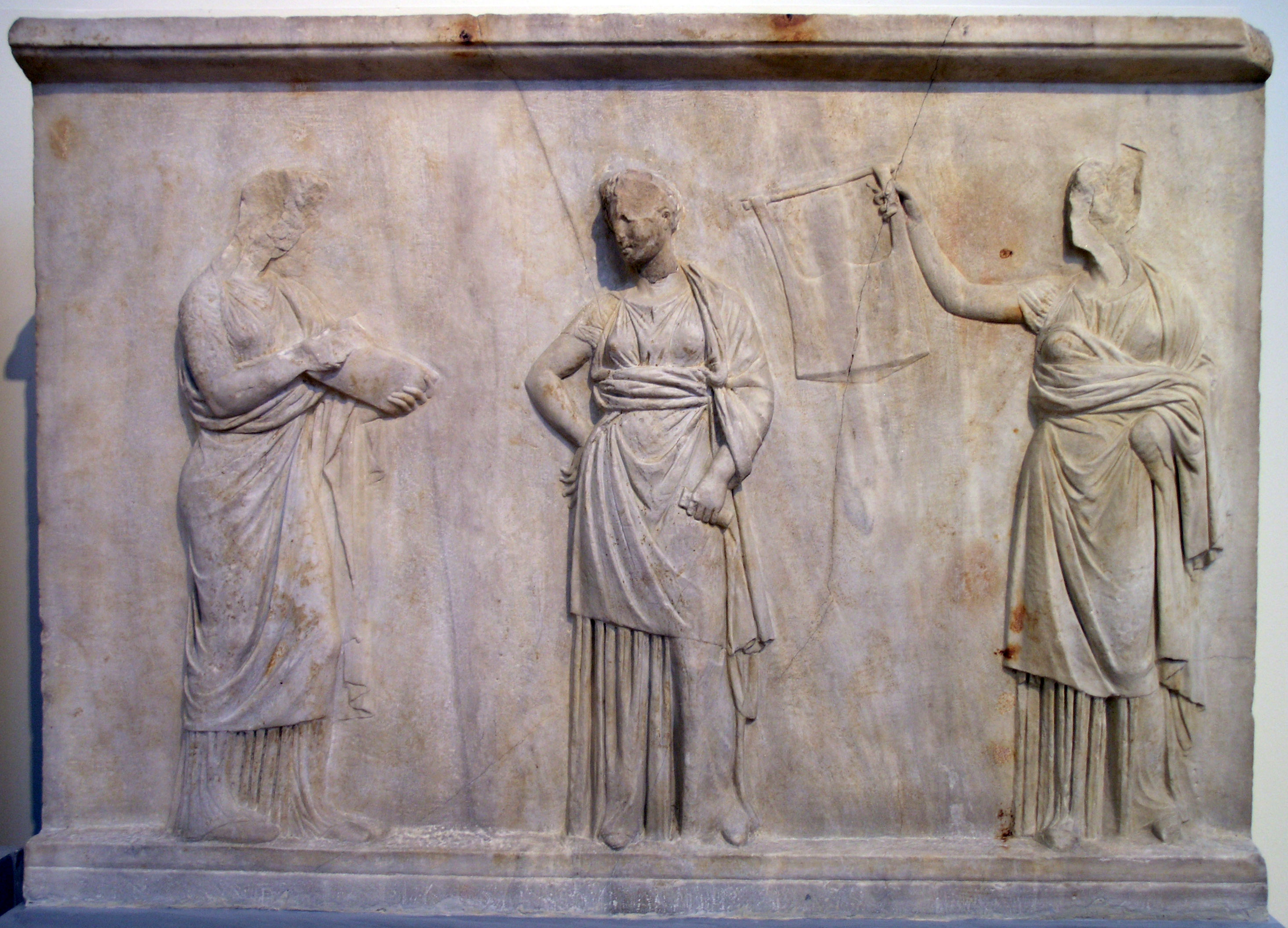
Tres muses amb instruments musicals (MNA 217)

Les altres dues plaques representen les muses, que eren, segons algunes versions del mite de Màrsies, les jutgesses del concurs. La placa MNA 215 mostra un primer grup de tres muses. La de l'esquerra porta un aulos, la del centre subjecta els faldons del seu himatió, i la de la dreta és seguda i toca un petit instrument de corda, possiblement una mandolina o un tricord. En la placa MNA 217, la musa de l'esquerra sosté un pergamí estés, la del centre un altre enrotllat a la mà esquerra, i la de la dreta aixeca amb la mà dreta una cítara. Segons la tradició, hi havia nou muses en l'època clàssica, se'n dedueix, per tant, que faltaria una quarta placa que representaria un tercer grup de tres muses.

## Atribució

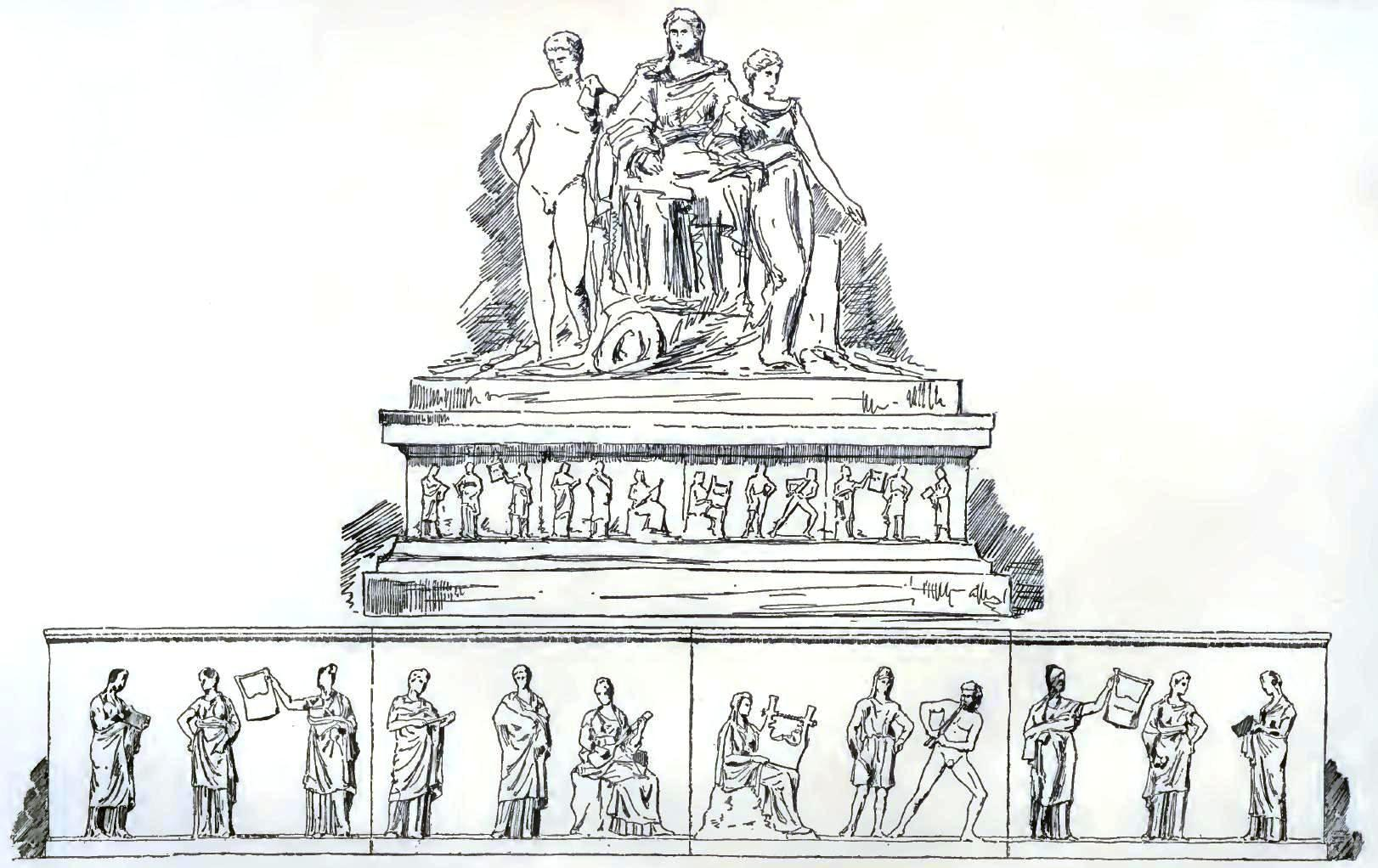
Reconstrucció hipotètica de les plaques per forçar al fet que coincidisquen amb la descripció de Pausànies

Durant la publicació del descobriment, Fougères proposà que les tres plaques constituïen tres dels costats d'un pedestal rectangular decorat amb baixos relleus. Aquesta hipòtesi es forjà sobre un passatge de l'obra de Pausànies, que, durant la seua visita a Mantinea, descrigué «un santuari de Leto i els seus fills; és Praxíteles qui realitzà les estàtues; dues generacions després Alcàmenes, en la seua base, va esculpir una musa i Màrsies tocant l'aulos».
El text, tal com va ser transmès, esmenta una sola musa (Μοῦσα). Això presenta un problema, ja que es coneixen representacions de Màrsies tocant la flauta davant una mènade, però no se'n sap de cap tocant davant d'una sola musa. Per resoldre aquest inconvenient se suggerí una confusió de Pausànies, conegut per les seues descripcions prou imprecises, que hauria pres Apol·lo per una musa. Sembla que els descobridors de les plaques també haurien comés aquest error. Fougères va proposar substituir Μοῦσα per Μοῦσαι, en plural, correcció que s'acceptà per consens d'aleshores ençà.
La principal objecció a aquesta hipòtesi es relaciona amb la restitució proposada per la base: la placa d'Apol·lo i Màrsies estaria al front i les de les muses als costats. Això crearia una superfície d'1,36 x 1,36 metres, que seria insuficient per a albergar les tres estàtues citades per Pausànies. Les tres planxes podrien haver-se alineat una al costat de l'altra, amb Apol·lo i Màrsies al centre i les muses als costats, però no queden petjades de cap element de connexió dels plafons amb els seus costats, la qual cosa no ajuda a defensar aquest supòsit. S'ha suggerit que les tres plaques formarien part de la decoració d'una plataforma que acolliria els competidors dels concursos de música que tenien lloc cada any, segons Polibi, a Arcàdia. De fet, un dels caps de les muses de la placa MNA 217 es descobrí en les ruïnes del teatre. Aquesta reconstrucció, però, no ha estat recolzada per cap altra prova arqueològica.